# Morte e funeral de Estado de Sebastián Piñera
O acidente do helicóptero Robinson R66 Turbine ocorreu em 6 de fevereiro de 2024, quando um helicóptero Robinson R66 caiu, vitimando o ex-presidente do Chile Sebastián Piñera.

## Acidente
No dia 6 de fevereiro, Sebastián Piñera, sua irmã Magdalena, Ignacio e Bautista Guerrero haviam sido convidados para um almoço na casa do empresário José Cox, amigo do político. Os quatro foram ao evento no helicóptero de Piñera, que pilotava a aeronave. Após o almoço, quando iniciaram o retorno e estavam a 400 metros da casa de Cox, Piñera percebeu que o helicóptero estava com algum problema, e começou a sobrevoar o lago Ranco próximo a sua superfície, para que os tripulantes pulassem na água caso fosse necessário.
Os três então pulam e nadam até as margens do lago, enquanto Piñera era esperado para pular após eles, porém seu cinto de segurança acabou travando e prendendo Piñera, que não conseguiu escapar da aeronave. A causa da morte foi asfixia por afogamento. Piloto desde 2004, Piñera sempre demonstrou gosto por aeronaves, tendo utilizado helicópteros em atividades empresariais e governamentais. Havia renovado recentemente sua licença de pilotagem.

## Aeronave
O Robinson R66 é um helicóptero leve utilitário e de treinamento para uso civil e militar, desenvolvido e produzido pela Robinson Helicopter Company.

## Reações
Quatro de 33 mineiros chilenos, que ficaram presos a 700 metros de profundidade na terra durante 69 dias até serem resgatados com vida em 2010, fizeram uma homenagem ao ex-presidente Sebastián Piñera, que estava no poder na época.